# Sally Davies
Sally Davies (Winnipeg, 1956) è una pittrice e fotografa canadese.
Attualmente lavora a New York.
Si è diplomata all'Ontario School of Art and Design.
I suoi dipinti sono stati utilizzati in un episodio di Sex and the City, nel film 200 Cigarettes e nel Oprah Winfrey Show.